# 拉多伊拉林峰

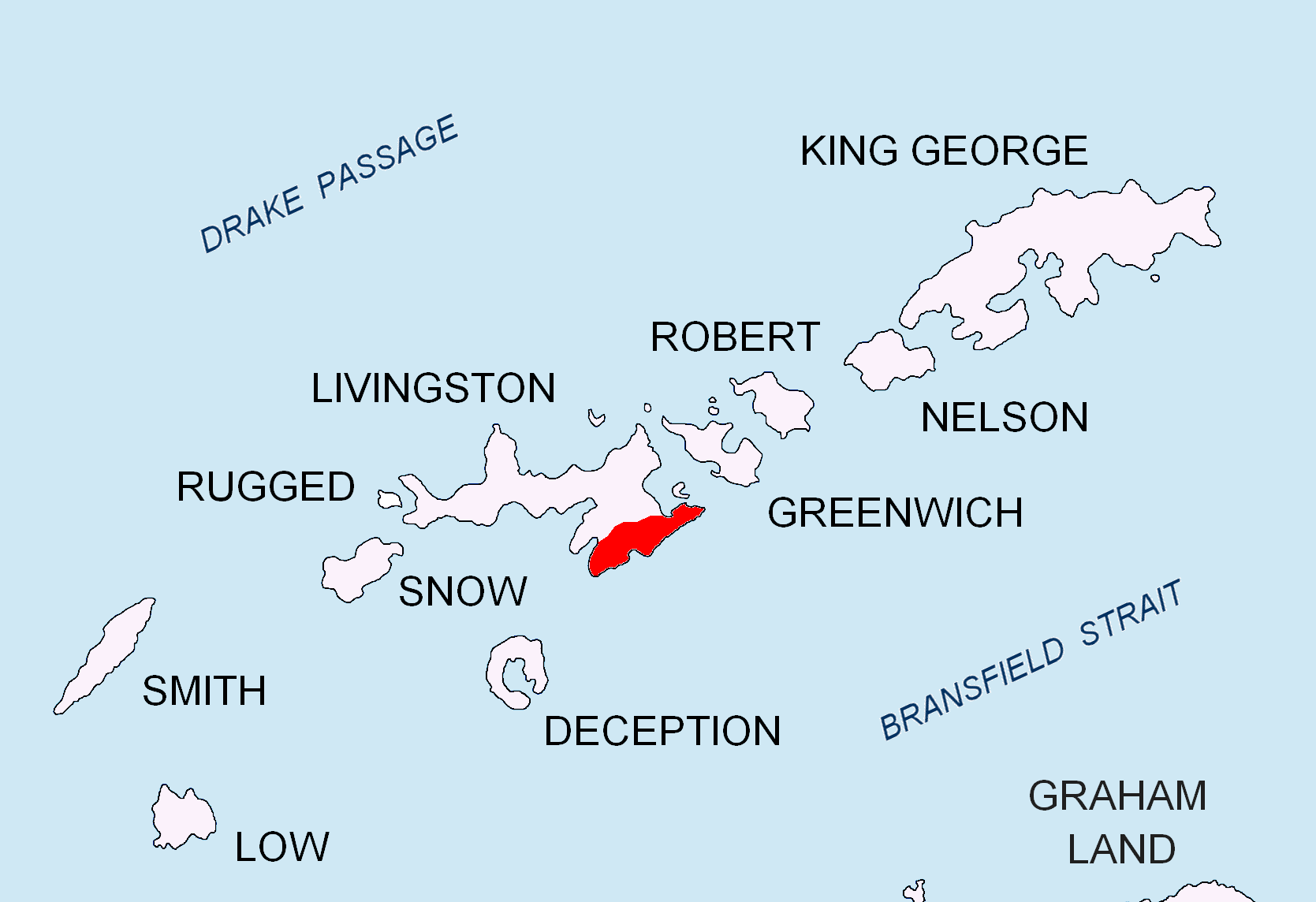

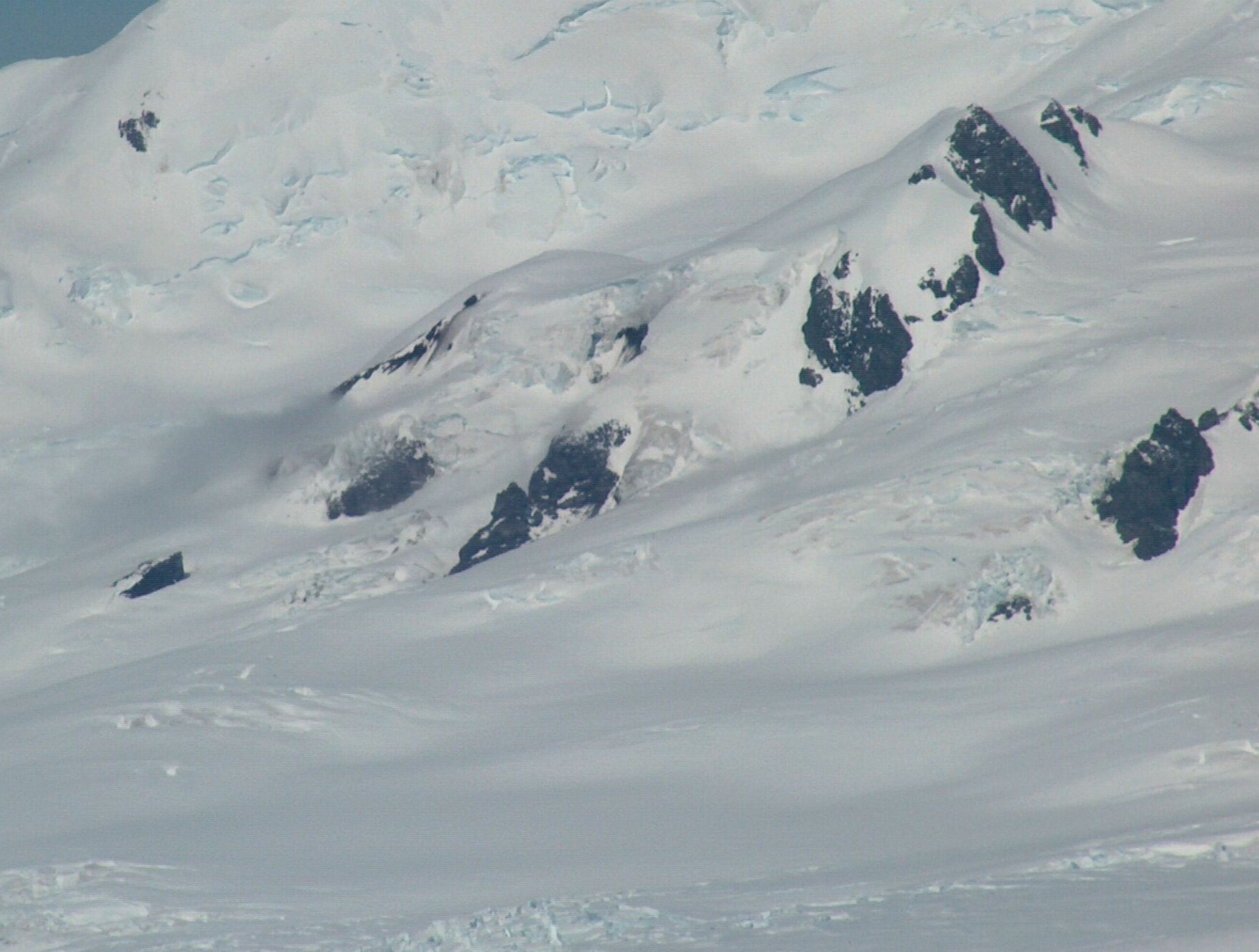

拉多伊拉林峰是南極洲的山峰，位於南設得蘭群島的利文斯頓島，屬於騰格里山脈中列夫斯基嶺的一部分，海拔高度720米，處於亞納角東南面2.25公里、因圖伊申峰以東0.62公里、赫爾梅特峰以北1.47公里和什什曼峰西北面1.86公里。
62°38′33″S 60°01′25″W / 62.64250°S 60.02361°W

## 外部連結
- SCAR Composite Antarctic Gazetteer（页面存档备份，存于）.